# Osmistěnové číslo

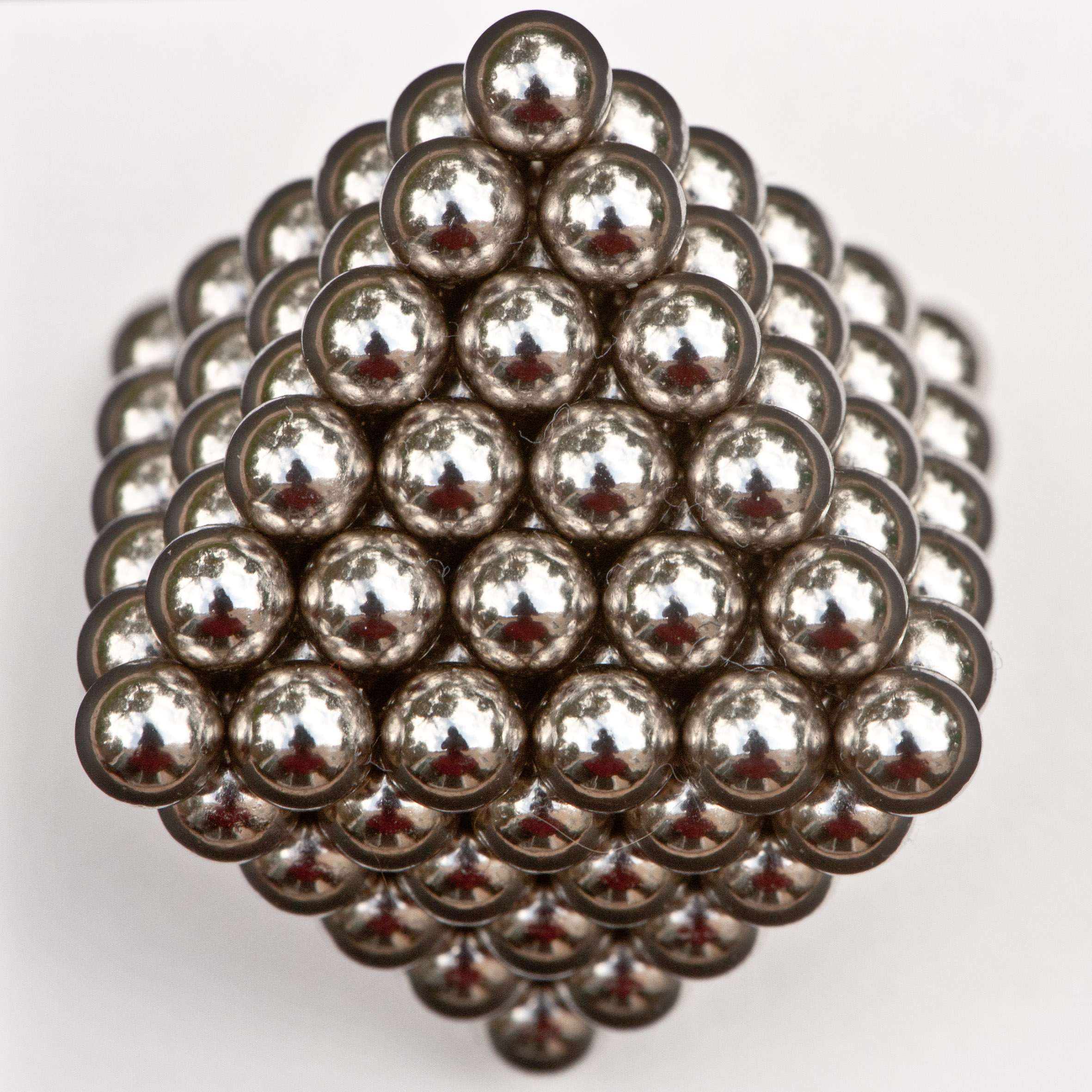
Osmistěn vyplněný 146 koulemi

Osmistěnové číslo je figurální číslo, které představuje počet stejně velkých koulí, které zcela vyplní pravidelný osmistěn. N-té osmiúhelníkové číslo lze vypočítat pomocí tohoto vzorce:
{\displaystyle O_{n}={n(2n^{2}+1) \over 3}}.
Několik prvních osmistěnových čísel:

1, 6, 19, 44, 85, 146, 231, 344, 489, 670, 891 .